# US Avranches
Die Union Sportive d’Avranches Mont-Saint-Michel oder kurz US Avranches ist ein Fußballverein aus Avranches, einer Kleinstadt im französischen Département Manche.

## Geschichte
Gegründet wurde der ursprünglich polysportive Klub 1897 als Union Sportive d’Avranches. Diesen Namen trug der Verein bis 1990, dann nahm er seine heutige Bezeichnung an, in der er auf die Nähe der Stadt zum Michelberg verweist. Er schloss sich frühzeitig der Union des sociétés françaises de sports athlétiques an. Die ersten 90 Jahre der Vereinsgeschichte betätigten seine Fußballer sich in unterklassigen regionalen Ligen; erst Anfang der 1990er Jahre gelangte die US Avranches nach mehreren Aufstiegen in die höchste nationale Amateur-Spielklasse, aus der sie aber 1992 wieder abstieg. Diese Drittklassigkeit erreichte sie gut 20 Jahre später erneut. Dabei genießt sie die Unterstützung der lokalen Wirtschaft in der 8.000-Einwohner-Gemeinde, wodurch sie ihr Saisonbudget 2014/15 auf immerhin rund 1,5 Mio. Euro erhöhen konnte.
Die Klubfarben sind Blau und Weiß. Die Ligamannschaft des Vereins trägt ihre Heimspiele heutzutage im Stade René-Fenouillère aus, das über eine Zuschauerkapazität von 2.000 Plätzen, davon 600 Sitzplätze, verfügt. Trainer ist seit 2015 Damien Ott, der zuvor sieben Jahre lang den Ligarivalen SR Colmar trainiert hatte.

## Ligazugehörigkeit und Erfolge
Profistatus hat der Klub bisher noch nie besessen, ebenso wenig erstklassig (Division 1, seit 2002 in Ligue 1 umbenannt) gespielt. 2014 erfolgte der Aufstieg in die semiprofessionelle dritte Liga, wobei die US Avranches als bester der vier CFA-Gruppensieger den Titel eines französischen Amateurfußballmeisters 2014 gewann.
Auch im Landespokalwettbewerb waren ihr bislang keine großen Erfolge beschieden. Erstmals 1990/91 und dann ab 2004/05 bis 2014/15 weitere sieben Mal stieß der Klub bis unter die besten 64 Mannschaften Frankreichs vor. Über diese erste landesweite Hauptrunde kam er allerdings bei keiner dieser Austragungen hinaus. Dies änderte sich in der Pokalsaison 2016/17 mit dem Einzug ins Viertelfinale.

## Bekannte Spieler und Trainer
- Hakim Abdallah (* 1998), madagassischer Nationalspieler, 2017 in Avranches
- Pierre Chayriguès (1892–1965), Trainer von 1952 bis 1955
- René Fenouillère (1882–1916), französischer Nationalspieler (dies allerdings während seiner Zeit bei Red Star Paris), spielte auch kurzzeitig für den FC Barcelona
- Gérard Gnanhouan (* 1979), ehemaliger ivorischer Nationalspieler, ab 2011 in Avranches
- Jérôme Mombris (* 1987), 2011/12 Spieler bei Avranches
- Philippe Redon (* 1950), bis 1970 bei der USA, anschließend langjähriger Profispieler